# Heliodoxa schreibersii
Heliodoxa schreibersii е вид птица от семейство Колиброви (Trochilidae).

## Разпространение
Видът е разпространен в Бразилия, Еквадор, Колумбия и Перу.